# Yamaha XV125
Yamaha XV125 — це круїзерний мотоцикл компанії Yamaha Motor Company, який випускався з 1997 по 2004 рік. XV 125 Virago, за винятком меншого об'єму двигуна (125 куб. см), ідентичний старшій моделі Yamaha XV250 Virago.
Virago 125 оснащений повітряно-охолоджуваним двоциліндровим чотиритактним двигуном, який спочатку розвивав потужність 7.3 кВт / 10 к.с. (1997 рік), а пізніше розвивав потужність 8.3 кВт / 11.4 к.с. (1998—2002 роки). Потужність передається на дорогу через п'ятиступеневу трансмісію.